# Acción del 6 de abril de 1809
La acción del 6 de abril de 1809 fue una batalla naval menor entre la fragata francesa Niémen y varias fragatas británicas, principalmente el HMS Amethyst, que formó parte del bloqueo de Brest, Francia, durante las guerras napoleónicas. Durante estas guerras, una parte importante de la estrategia británica consistió en aislar los puertos franceses del mercado internacional en un intento de restringir las importaciones francesas de comida y provisiones militares y simultáneamente dañar la economía francesa. Con el fin de conseguir esto, varios barcos de guerra británicos ejercían una vigilancia constante de la costa francesa y atacaban a los barcos que trataban de acceder a los puertos franceses o partir de ellos. A pesar de la amenaza que tenían que afrontar los barcos, la comunicación y el transporte de provisiones entre Francia y sus colonias de ultramar era vital para el desarrollo de la guerra, y la Marina Nacional francesa llevó a cabo numerosos intentos de evadir a las escuadras británicas que patrullaban los puertos. A finales de 1808, se envió una significante escuadra francesa a Isla de Francia —actualmente Mauricio— con el objetivo de quebrar el comercio británico en el océano Índico. Esta fuerza necesitaba refuerzos y provisiones provenientes de Francia. Para ello, se enviaron varios navíos nuevos con dichos refuerzos y provisiones, de los cuales el Niémen fue el primero.
El Niémen era un barco nuevo y veloz, equipado con cuarenta cañones y que transportaba una gran cantidad de provisiones navales necesarias. Sin embargo, para poder partir desde el puerto de Brest, era necesario evitar el contacto con las fragatas británicas que vigilaban constantemente la entrada al puerto en busca de movimientos enemigos. En abril de 1809, al HMS Amethyst y el Emerald se les había encomendado la tarea de vigilar el puerto, ligeramente apoyados por otros barcos de patrullaje, y específicamente la de capturar el Niémen, acción que había ordenado directamente el Almirantazgo británico. Cuando el Niémen partió el 5 de abril, los británicos lo avistaron inmediatamente y comenzaron su persecución. El Amethyst mantuvo contacto con el barco francés a lo largo de toda la noche e inició la disputa contra él en la mañana del 6 de abril. La batalla estuvo disputada y ambos barcos sufrieron importantes daños y pérdidas.
Cuando todavía no estaba claro quién había salido victorioso de la batalla, llegó una segunda fragata, el HMS Arethusa. Al verse superado en número, el capitán francés decidió que la única opción posible era rendirse. La tardía llegada del Arethusa —cuyo capitán, Robert Mends, reclamó que la victoria era suya— produjo una furiosa discusión que desembocó en un odio mutuo entre Mends y el capitán del Amethyst Michael Seymour que se prolongó de por vida. La incapacidad del Niémen para llegar a Isla de Francia tuvo serias repercusiones para la escuadra francesa de ese lugar. Su habilidad para operar en el mar durante largos periodos de tiempo se vio reducida por la limitación de las provisiones navales y tuvo como consecuencia la toma de la isla por el Reino Unido.

## Contexto histórico
Durante las Guerras Napoleónicas, al igual que en las Guerras Revolucionarias Francesas que las precedieron, la Marina Real británica gozó de un dominio total del mar. Hacia 1809, su superioridad estaba tan consolidada que solo unos pocos barcos franceses partían de sus puertos, ya que para hacer esto primero tenían que evitar el bloqueo ejercido por barcos de guerra en todos los puertos franceses importantes. El puerto francés más grande de aquella época era el de Brest, en Britania, y, por lo tanto, era el que concentraba a más barcos británicos vigilándolo. La principal escuadra encargada de llevar a cabo esta vigilancia estaba conformado por grandes navíos de línea y accionaba a cientos de millas de la costa con el fin de evitar los riesgos debidos a la escarpada forma de la costa de Vizcaya. Además, estaba complementada por una «escuadra de interior», formada principalmente por fragatas y goletas, cuya función consistía en vigilar los puntos de entrada a Brest y otros puertos de Vizcaya. Estas fragatas navegaban frecuentemente de manera independiente o en pequeñas escuadras y mantenían contacto con las demás y la escuadra exterior mediante señales y barcos de transporte.
A pesar de la inferioridad en el mar, tanto en número como en experiencia, se necesitaba de la partida de fragatas de la Marina Nacional de Francia regularmente con el fin de llevar a cabo misiones en contra del comercio británico y transportar provisiones y refuerzos a las regiones de ultramar del Primer Imperio francés. Estas colonias formaban bases para los asaltadores del comercio británico, y en 1808 se trató de desarrollar una escuadra de asalto en los territorios franceses de Isla de Francia e Isla Bonaparte, ambos situados en el océano Índico. Estos barcos —liderados por el comodoro Jacques Hamelin— necesitan provisiones constantes procedentes de Francia al ser incapaces de reparar los daños sufridos y reponer completamente sus reservas de munición y comida empleando únicamente los recursos existentes en las islas del océano Índico. A principios de 1809, por tanto, se decidió reforzar y reabastecer a la escuadra mediante el envío de la recién construida fragata Niémen, la cual partiría desde Brest al mando del capitán Jean Dupotet.

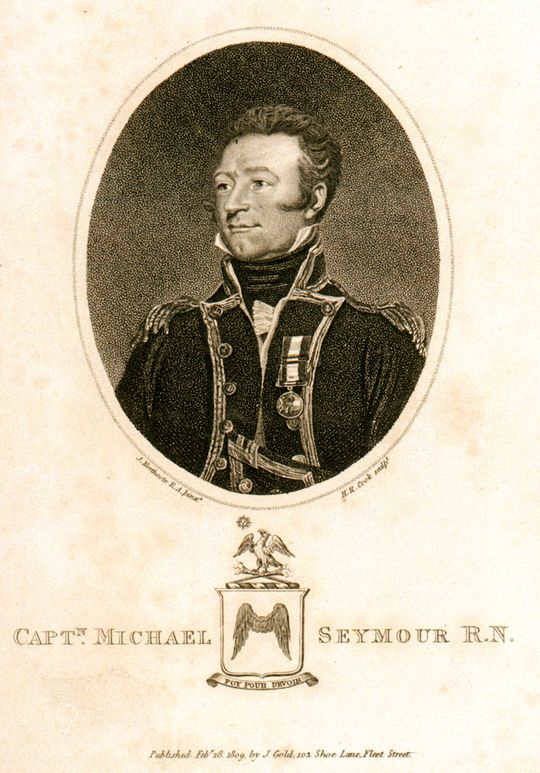
A Michael Seymour, capitán del Amethyst, se le encomendó la tarea de interceptar el Niémen tras su éxito en la Acción del 10 de noviembre de 1808.

En enero de 1809, John Tremayne Rodd —capitán de la fragata HMS Indefatigable, parte de la «escuadra de interior»— obtuvo información acerca de los planes del Niémen de partir desde Brest. Rodd transmitió esta información al Almirantazgo británico, el cual tomó acción inmediatamente para interceptar el barco francés. Para este fin, el Almirantazgo seleccionó a los capitanes Michael Seymour, del HMS Amethyst, y Frederick Lewis Maitland, del HMS Emerald. Estos capitanes tenían una extensa experiencia al servicio de la escuadra interior que accionaba en Brest y Seymour, quien había perdido un brazo en el Glorioso Primero de Junio, había salido favorecido de la reciente captura de la fragata francesa Thétis en la Acción del 10 de noviembre de 1808. Seymour y Maitland habían acordado verbalmente durante los patrullajes ejercidos en 1808 que llevaron a la captura del Thétis que cualquier botín que obtuviesen lo repartirían equitativamente entre ambas tripulaciones. Este acuerdo continuó durante la nueva misión, de la cual algunos capitanes tenían envidia: en marzo, Seymour descubrió que el HMS Naiad estaba patrullando su zona y le ordenó su retirada de aquel lugar furiosamente.

## Batalla
El 3 de abril de 1809, el Niémen —cargado con provisiones y pertrechos navales— partió desde Brest, pasando a través de los rocosos pasajes que protegían el puerto durante la noche y de ese modo evitando el descubrimiento por parte de la regular escuadra de interior. En dirección al oeste, Dupotet ganó tiempo valioso al viajar 100 millas náuticas —190 kilómetros— en los dos próximos días con el objetivo de escapar de las patrullas británicas que se encontraban en el golfo de Vizcaya y llegar al océano Atlántico. A las 11:00 del 5 de abril, sin embargo, Dupotet avistó dos navíos en el noroeste. Asumiendo que eran británicos, Dupotet cambió de rumbo hacia el sur con la esperanza de evitarlos. Los barcos —el Amethyst y el Emerald— abrieron fuego inmediatamente. A lo largo del día, los tres barcos navegaron hacia al sur; el Amethyst recuperó algo de distancia con el Niémen, pero dejó al Emerald muy atrás. Finalmente, el barco de Maitland desapareció de su visión a las 19:20 con el anochecer.
Tratando de retirar al Amethyst de la persecución, Dupotet giró de nuevo hacia el oeste durante la noche, pero Seymour se anticipó a su maniobra y realizó también el giro y se topó con el Niémen tan solo unas millas más adelante a las 21:40. Recortándole rápidamente ventaja, Seymour comenzó a disparar sus cañones de proa en un intento de dañar sus aparejos de modo que pudiese apuntar y ejecutar una andanada. Dupotet respondió con sus cañones de popa, pero hacia la 01:00 del 6 de abril estaba claro que el Amethyst iba a capturar la fragata francesa. La persecución había sido agotadora: desde el primer avistamiento de los barcos británicos, el Niémen había recorrido aproximadamente 140 M —260 km— y estaba a tan solo 12 M —22 km— de la costa española cuando fue capturada. A la 01:15, el Amethyst abrió fuego y el Niémen respondió inmediatamente disparando y virando al noreste en un intento de escapar del barco británico. Seymour persiguió a su oponente y a la 01:45 estaba de nuevo lo suficientemente cerca para enfrentarse de nuevo; las fragatas se dispararon la una a la otra separadas por poca distancia durante más de una hora.
A las 02:45, el Amethyst consiguió derribar los cañones del Niémen, infligiéndole terribles daños mediante un devastador tiro de enfilada. El Niémen se lanzó hacia adelante contra el Amethyst, pero la colisión le causó pocos daños y a las 03:00, el Amethyst volvió a dispararle, esta vez desde el este. Las fragatas se encontraban a tan poca distancia que el disparo del Amethyst causó varios incendios en las redes de enmalle del Niémen, las cuales estaban colocadas en la cubierta para evitar abordajes. A las 03:15, el palo de mesana y el estay del Niémen colapsaron y se produjo otro incendio en la cubierta principal. Asimismo, el Amethyst también sufrió daños severos y a las 03:30 su palo posterior cayó sobre la cubierta como consecuencia de los daños sufridos por los disparos y el viento. Pocos minutos después, el palo mayor del Niémen colapsó. Ambas fragatas habían dejado de disparar a las 03:25, cuando se consiguió controlar la confusión que existía en ambas cubiertas.
Aunque el Niémen estaba gravemente dañado, el Amethyst estaba prácticamente incontrolable y, a pesar del esfuerzo de Seymour, fue incapaz de acercarse al Niémen para que este se rindiera. Dupotet, mientras tanto, estaba supervisando las reparaciones desesperadas que se estaban llevando a cabo en su barco con la esperanza de poder escapar del Amethyst antes de que este se recuperara. A las 03:45, no obstante, un nuevo barco emergió de la oscuridad, que pronto se reveló que era la fragata británica HMS Arethusa. El Arethusa era uno de los barcos que ejercía el bloqueo en los puertos del norte de España y su comandante, el capitán Robert Mends, era un exitoso oficial que tan solo dos semanas antes había asaltado el puerto de Lequeitio, el cual habían controlado hasta ese momento los franceses. Mends se puso inmediatamente a la altura del Niémen y Dupotet disparó un único disparo a cada uno de los barcos rivales. El disparo dirigido al Amethyst no encontró su objetivo, pero el que iba destinado al Arethusa lo golpeó e hizo saltar muchas astillas. Mends recibió un golpe en la frente y resultó gravemente herido. Empero, fue el único de la tripulación en sufrir lesiones. A continuación, tanto el Amethyst como el Arethusa abrieron fuego, lo que causó la inmediata rendición del Niémen.

## Posteridad

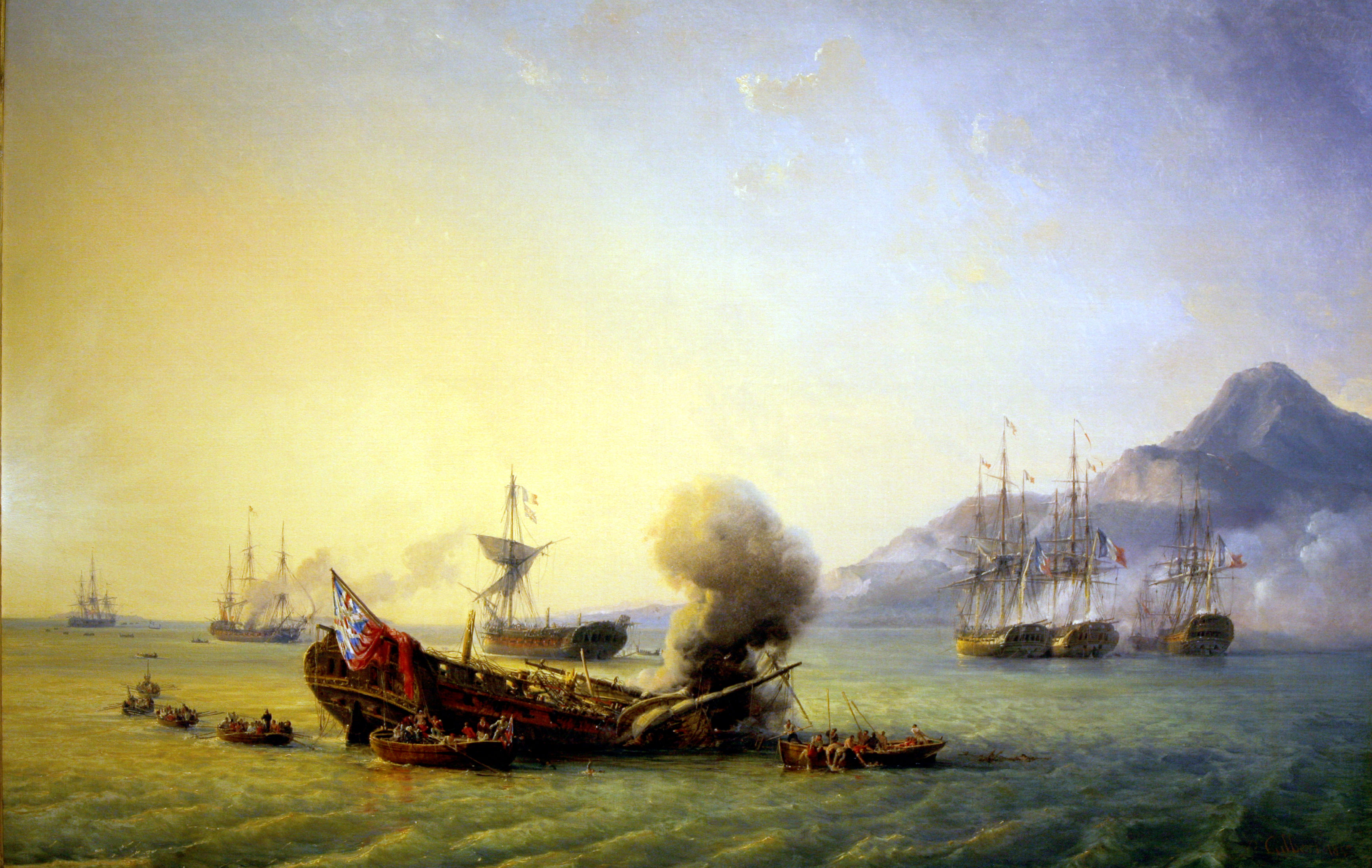
Combate de Grand Port, óleo de Pierre-Julien Gilbert. Esta batalla, unida al fracaso de varias fragatas a la hora de reabastecer y reforzar Isla de Francia, llevó a su invasión.

Aparte del capitán del Arethusa Mends, las bajas fueron severas en ambos bandos. De los tripulantes del Amethyst, ocho fallecieron y 37 resultaron heridos de una tripulación de 222 personas, mientras que el barco francés, cuya tripulación era de 339 personas, perdió a 47 fallecidos y 73 heridos. Las recriminaciones entre los oficiales británicos comenzaron minutos después de la rendición de los franceses: Mends se hizo con el Niémen y envió una nota a Seymour en la que le informaba de que se había apoderado de las valiosos cartas náuticas de los franceses y de las posesiones personales del capitán rival. En la nota también sugería que Seymour enviara de vuelta al cirujano del Arethusa, quien había ido al Amethyst para asistir a los heridos, de modo que Mends pudiera marcharse. Seymour, que todavía se encontraba efectuando reparaciones y asistiendo a las víctimas, le respondió furiosamente, instándole a Mends a que devolviese las posesiones. Seymour estaba también enfadado por la tardía llegada de Mends, que significaba que el Arethusa tenía derecho a la mitad del botín de la fragata capturada sin haber participado en la batalla. Las reparaciones se completaron el 7 de abril, y el Amethyst y el Niémen regresaron a Plymouth el 13 de abril.
Al llegar a Gran Bretaña, Seymour recibió el título de baronet gracias a su segunda victoria en menos de seis meses, mientras que todos sus oficiales recibieron un ascenso. El Niémen se vendió a la Marina por la suma de 29 979 libras esterlinas, 2 chelines y 10 peniques, la cual se dividió entre el gobierno, la tripulación y otras partes. El reparto que correspondía a los captores se realizó bajo disputa: Mends no pretendía aceptar el trato existente entre Seymouth y Matiland y se negó a permitir que el Emerald accediese a parte del botín. A causa de esto, Seymour y Maitland llevaron a Mends al juzgado y la consiguiente batalla legal se prolongó durante años, durante los que Mends exaltó su papel en la captura del Niémen en público, a pesar de que en privado admitió que la victoria correspondía completamente a Seymour. Seymour y Mends se convirtieron en enemigos y su enemistad continuó a lo largo de sus vidas, aunque los dos permanecieron en la Marina Real y tuvieron carreras exitosas. Cuarenta años después, la Naval General Service Medal condecoró con un broche de medalla a todos los británicos que habían participado en la acción y aún vivían en el año 1847.
En Francia, la acción fue tildada de infame teniendo en cuenta un envío cuyo remitente era supuestamente Dupotet y que después se publicó en el periódico Le Moniteur Universel. El informe, el cual Mends empleó en la disputa contra Seymour, aseguraba que el Niémen no había sufrido graves daños hasta la llegada del Arethusa, y que incluso Seymour se había rendido ante el capitán francés antes de la llegada de Mends. Esta historia, inventada casi por completo, se tomó por cierta en Francia en aquella época. La derrota del Niémen no tuvo ningún efecto aparente en la campaña en Mauricio, en la que la escuadra de Hamelin continuó siendo una amenaza para los británicos ya en el año 1810. No obstante, tras la destructiva batalla de Grand Port, los franceses, a pesar de salir victoriosos, no pudieron reparar los barcos dañados a cusa de la falta de reservas navales y su efectividad comenzó a decaer hasta el punto que no pudieron resistir la invasión de Isla de Francia en noviembre de 1810. Este hecho guardaba relación con el fracaso de todas las fragatas a excepción de una a la hora de reforzar y reabastecer la isla, ya que todas ellas fueron capturadas o interceptadas durante sus respectivos viajes.